# Dwerniccy herbu Sas

Herb Sas

Dwerniccy herbu Sas – polska rodzina szlachecka pochodzenia wołosko-ruskiego.
Dwerniccy herbu Sas wywodzą się z Ternowy, z której się pisali, w I połowie XVI wieku przyjęli swoje nazwisko od Dwernika w ziemi sanockiej; są wspólnego pochodzenia z Polańskimi, którzy w tym czasie przyjęli nazwisko od Polany. 
Rodzina drobnoszlachecka, bardzo rozdrobniona, jedna ich gałąź pochodząca od Stefana, cześnika przemyskiego, który przeniósł się na Podole w połowie XVIII w., osiągnęła pozycję średniej szlachty, zarówno ze względów majątkowych, jak i poprzez koligacje z zamożnymi rodzinami podolskimi: Załęskimi herbu Prus III, Żukowskimi herbu Prus III, Puzynami herbu Oginiec, Żelskimi herbu Ogończyk, Kraińskimi herbu Jelita, Koziebrodzkimi herbu Jastrzębiec i Sadowskimi herbu Lubicz.

## Przedstawiciele rodu
- Faustyn Dwernicki (1745-1803) – starosta jałtuszowski, szambelan królewski
- Józef Dwernicki (1779-1857) – generał WP, dowódca kawalerii w powstaniu listopadowym
- Konstanty Dwernicki (ok. 1730-1782) – pisarz ziemski przemyski
- Samuel Dwernicki (ok. 1680-1722)  – podstoli żytomierski, sędzia skarbowy ziemi lwowskiej
- Stefan Józef Dwernicki (ok. 1715-1770)  – cześnik przemyski, łowczy przemyski, pisarz grodowy przemyski, wojski żydaczowski, wojski dźwinogrodzki
- Tadeusz Dwernicki (1868-1946) – doktor praw, adwokat.